# 维克托·谢利维奥尔斯托夫
维克托·瓦连京诺维奇·谢利维奥尔斯托夫（羅馬化：Viktor Valentinovich Seliverstov；1954年8月2日—），他的姓氏也可译作谢利韦尔斯托夫，是俄罗斯政治人物，第七届、第八届国家杜马代表。
1971年至1998年间，谢利维奥尔斯托夫曾在苏联武装部队服役，后来又在俄罗斯武装部队服役。1998年至2004年，他任莫斯科西北行政区副区长。2004年至2012年，他担任统一俄罗斯党莫斯科市地区分会的地区执行委员会主席。2009年10月11日，他当选莫斯科市杜马第五届代表。2012年至2014年，他在俄罗斯总统府工作。2014年至2016年，担任全俄人民阵线地区支部主席。2016年9月18日，他当选第七届国家杜马代表。2021年，他再次当选第八届国家杜马议员。

## 制裁
谢利维奥尔斯托夫于2022年因俄乌战争而受到英国政府和美国财政部制裁。